# Stanislav Štefl
Stanislav Štefl (13. listopadu 1955 Počátky – 11. června 2014) byl český astronom.
Stanislav Štefl vystudoval Matematicko-fyzikální fakultu Univerzity Karlovy v Praze. Profesně se zabýval stelární spektroskopií, infračervenou a submilimetrovou interferometrií, fyzikou cirkumstelárních disků horkých hvězd a protoplanetárních disků.
Účastnil se řady mezinárodních projektů, především na observatořích Paranal a La Silla. V roce 2004 začal pracovat v Evropské jižní observatoři v Chile, nejprve do roku 2012 na VLTI, později na ALMA.
Stanislav Štefl zemřel při dopravní nehodě 11. června 2014 krátce před odjezdem z Chile zpět do Ondřejova.